# Province de Huelva
La province de Huelva (en espagnol : Provincia de Huelva) est l'une des huit provinces de la communauté autonome d'Andalousie, dans le Sud-Ouest de l'Espagne. Sa capitale est la ville de Huelva.
C'est une région dont le sous sol riche en métaux a été exploité par le Groupe Rio Tinto, l'une des plus grandes compagnies minières du monde.

## Géographie

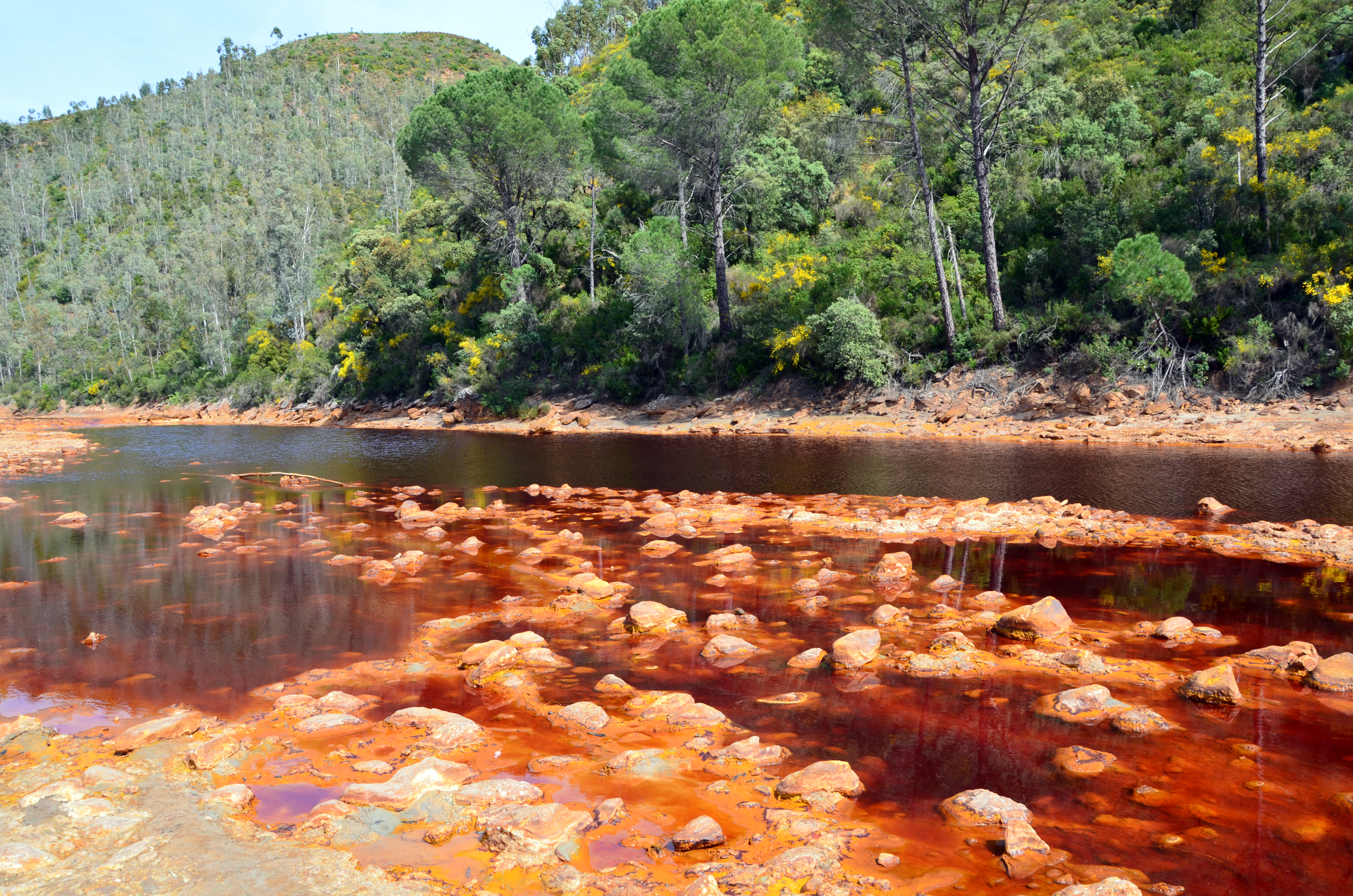
Le Río Tinto, connu pour être très acide (pH 2) et de teinte rougeâtre profonde due au fer dissous dans l'eau. L'acidité du cours d'eau a été longtemps attribuée aux activités minières locales. Des analyses récentes ont démontré que ce pH était produit par des bactéries extrémophiles en lien avec un drainage minier acide

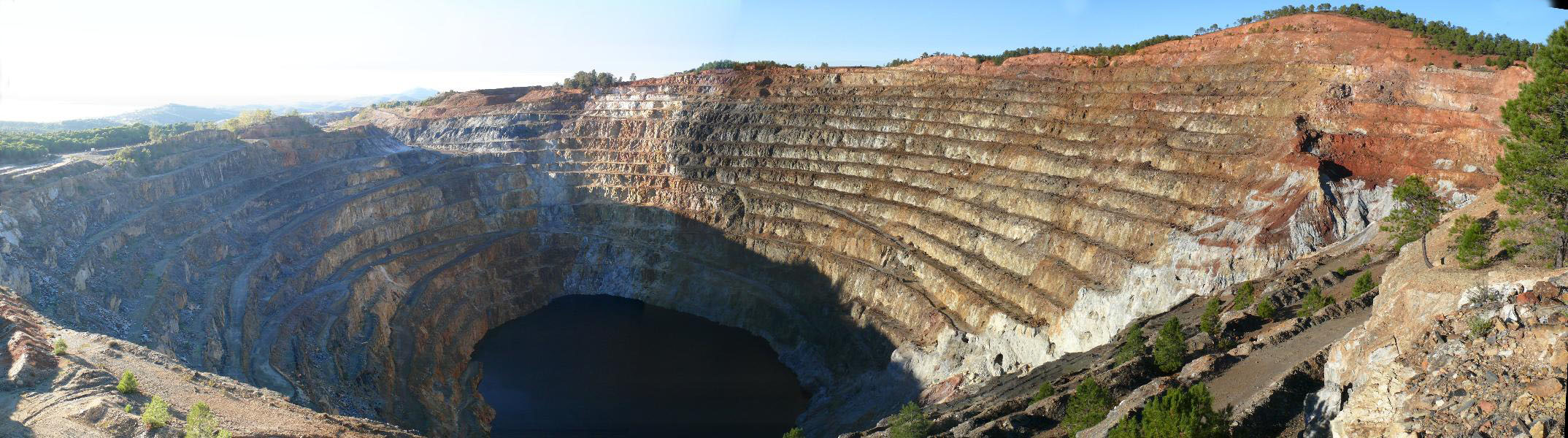
La mine à ciel ouvert de Rio Tinto a été l'un des sites d'abord exploité en Espagne par le groupe Rio Tinto qui l'a ensuite vendue.

La province de Huelva se trouve dans le Sud de l'Espagne, non loin du détroit de Gibraltar et à l'ouest de la communauté autonome. Elle couvre une superficie de 10 148 km2.
Elle est bordée au nord par la province de Badajoz (communauté autonome d'Estrémadure), à l'est par la province de Séville, au sud-est par la province de Cadix, au sud par l'océan Atlantique et à l'ouest par le Portugal.

## Population
La province compte 521 220 habitants en 2012 (données INE), dont environ 30 % dans la capitale. Sa densité est de 51 hab./km2.

## Agriculture
La province est la plus importante productrice de fraises d’Europe. Cependant, le salaire minimum des ramasseurs de fraises à Huelva est plafonné à 42 euros par jour, un montant inférieur au salaire minimum décidé par les conventions interprofessionnelles espagnoles.

## Subdivisions

### Comarques
La province de Huelva est subdivisée en 6 comarques :
- El Andévalo ;
- El Condado ;
- Costa Occidental ;
- Cuenca Minera ;
- Huelva ;
- Sierra de Huelva.

### Districts judiciaires
La province est également divisée en six districts judiciaires : 
- Aracena ;
- Ayamonte ;
- Huelva ;
- Moguer ;
- La Palma del Condado ;
- Valverde del Camino.

### Communes
La province compte 79 communes (municipios en espagnol).

## Personnages illustres

### Artistes
- Daniel Vázquez Díaz de Nerva (1882-1969). Peintre de renommée internationale, trouva dans le cubisme son mode d'expression idéal. Quelques-unes de ses œuvres sont exposées au musée « Vázquez Díaz » de Nerva. Ses œuvres les plus connues sont des portraits d'artistes et intellectuels du XXe siècle ainsi que des fresques peintes au monastère de La Rábida en 1930.
- Nieves González Barrio (1884-1965), née à Minas de Riotinto, pédiatre espagnole.
- Antonio León Ortega, Ayamonte (Huelva) (1907-1991). Sculpteur formé à Madrid, il crée un style propre dans l'imagerie andalouse dans la deuxième moitié du XXe siècle.
- Gertrude Vanderbilt Whitney, femme sculpteur américain, auteur du « monument à la foi en la découverte », c'est-à-dire la statue de Christophe Colomb. Elle fut nommée « fille adoptive » de la ville.
- Chanteurs flamenco : Arcángel, Los hermanos Toronjo, Paco Isidro, Los marismeños, Perlita de Huelva.

### Personnages historiques
- Antonio Jacobo del Barco, ecclésiastique et scientifique du XVIIIe siècle, il décrivit le tremblement de terre de Lisbonne.
- Al-Bakrī (أبوعبيد عبد الله البكري), géographe, botaniste et historien hispano-arabe. Il naquit à Huelva, fils du gouverneur de la province. Al-Bakri passa toute sa vie en Al-Andalus dans les villes de Cordoue, Almérie et Séville et ne visita jamais les lieux sur lesquels il écrivit.
- Guillermo Sundheim, entrepreneur allemand à l'origine de l'installation de la société « Rio Tinto Company Limited » dans la province de Huelva, accélérant ainsi le développement économique de la ville. Il est aussi à l'origine de la création du club de football le « Recreativo de Huelva ».